# Rio Três Forquilhas

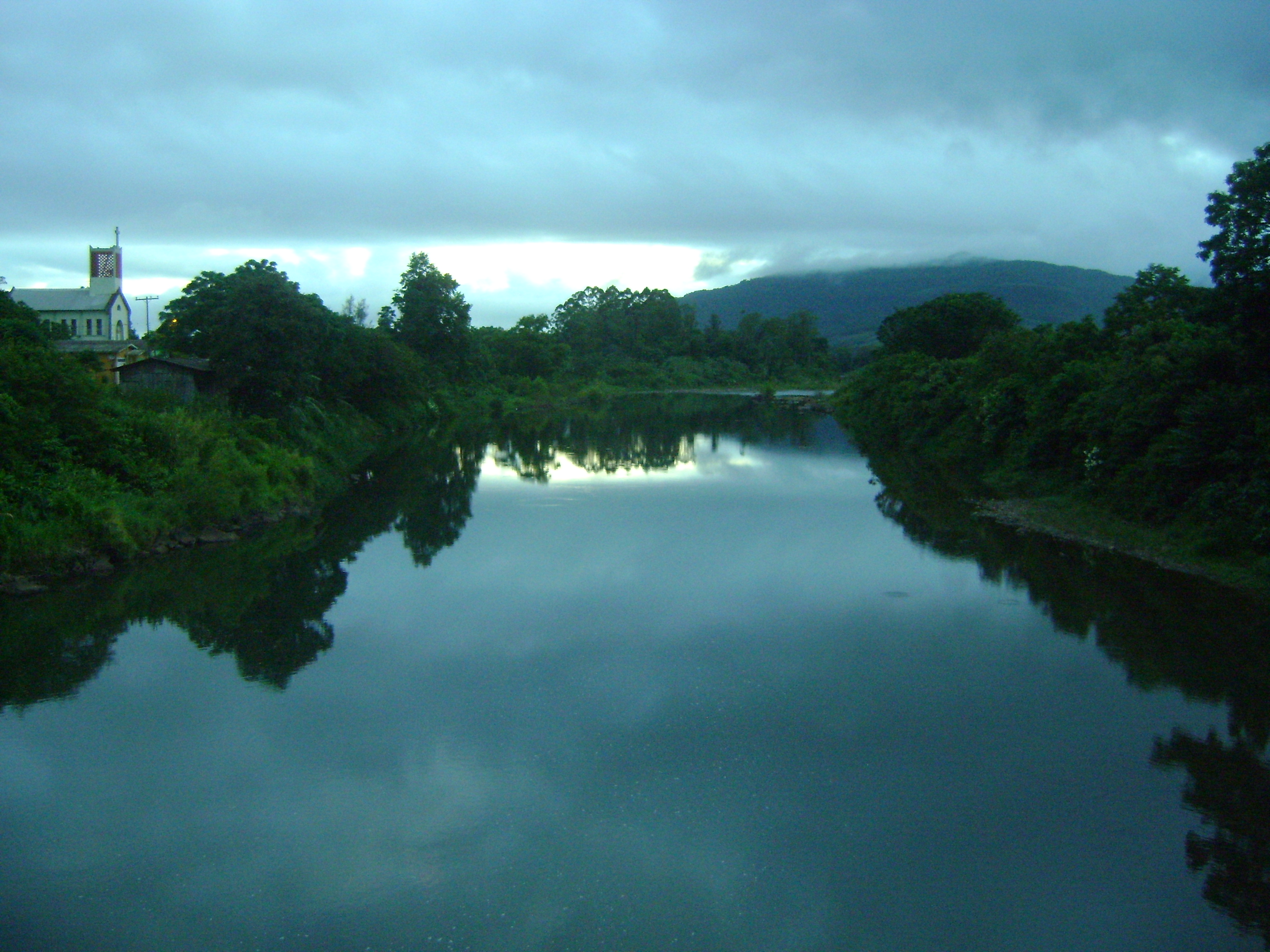
Le Rio Três Forquilhas, vu vers le sud depuis le haut du pont, commune d'Itati

Le rio Três Forquilhas (« rivière Trois-Fourchettes ») est un cours d'eau brésilien de l’État du Rio Grande do Sul.